# پوکارا (کوندسویوس)
پوکارا (به اسپانیایی: Pukara) یک کوه در پرو است که در Peru, Arequipa Region, Condesuyos Province واقع شده‌است. پوکارا ۵٬۰۰۰ متر بالاتر از سطح دریا واقع شده‌است.